# Lana Brunell
Lana Brunell, född den 7 november 1963 i Linköping, är en svensk journalist, författare och sångerska. Efter utbildningen på Kulturvetarlinjen vid Linköpings universitet
(1986-1989) jobbade hon på SVT med Ragnar Dahlberg. År 1989 blev hon anställd på Sveriges Radio P4 Östergötland där hon jobbade som programledare, reporter och producent (av exempelvis Karlavagnen (radioprogram)) fram till 2014. Parallellt skrev hon under många år krönikor i Folkbladet och Östgöta Correspondenten. 2015 till 2022 jobbade Lana som Press- och PR-ansvarig på Tekniska verken i Linköping. 2022-2023 var hon frilans inom PR, kommunikation och radio. Sedan januari 2023 är hon anställd som pressansvarig i Norrköpings kommun.
I slutet av 1980-talet bildade Brunell bandet Lakritstuttarna tillsammans med Louise Hoffsten och Marianne Lillemets. År 2012 var hon en av medlemmarna i Team Hoffsten som kvalificerade sig till final i Körslaget i TV4.  Lana Brunell är sångerska i bandet Lana & The Papas (Lana Brunell, Henrik Brandes, bas, Ola Engström, gitarr, Albert Enhörning, trummor, Stefan Lindman, gitarr).
Lana Brunell är en av 14 ledamöter i Hagdahlsakademien på stol nr 3 och ansvarar för pressfrågor. 
Hon är ledamot i styrelsen för sällskapet Tage Danielssons vänner och satt fram till april 2023 i styrelsen för Östergötlands Stadsmission, där hon startade kören Våga&Vinn.
Lana Brunell debuterade som författare när hon tillsammans med Martin Widmark skrev barnboken Gustava & Tex går till kungen (2011) som gavs ut på Rabén & Sjögren. Två år senare kom uppföljaren, Gustava & Tex och den heliga cirkusstrutsen (2013).
År 2020 debuterade Lana Brunell som deckarförfattare tillsammans med Thomas Bodström. Författarparet släppte då pusseldeckaren Ditt hjärta är mitt som utspelar sig i Motala under Vätternrundan. Boken är den första delen i en serie om Motalapolisen Nina Malm. Uppföljaren Svart Guld släpptes i oktober 2022.

## Utmärkelser och priser
- Great Jazz Clubs stipendium (2003)
- Shownarrarnas kulturstipendium (2008)
- Linköpings kommuns kulturstipendium (2012)

## Diskografi
- Kärlek till det blå (2007)
- Solblues (2013)
- Alla jagar efter lyckan (singel 2018)
- Allt som betyder nåt (singel 2018)
- Det är nåt (hej hej hej) (singel 2019)
- Snart kommer solen (singel 2021)

### Barnböcker
- Gustava & Tex går till kungen (2011) (tillsammans med Martin Widmark)
- Gustava & Tex och den heliga cirkusstrutsen (2013) (tillsammans med Martin Widmark)

### Deckare
- Ditt hjärta är mitt (2020) (tillsammans med Thomas Bodström)
- Svart Guld (2022) (tillsammans med Thomas Bodström)